# Looking at Bird
Looking at Bird est un album studio du saxophoniste de jazz américain Archie Shepp et du bassiste Niels-Henning Ørsted Pedersen, contenant des performances enregistrées en 1980 et publiées sur le label danois SteepleChase. L'album se compose de duos sur des compositions écrites par, ou associées à, Charlie Parker.

## Pistes
| No | Titre                  | Musique                       | Durée |
| -- | ---------------------- | ----------------------------- | ----- |
| 1. | Moose the Mooche       | Charlie Parker                | 6:26  |
| 2. | Embraceable You        | George Gershwin, Ira Gershwin | 4:42  |
| 3. | Ornithology            | Benny Harris, Charlie Parker  | 5:45  |
| 4. | Billie's Bounce        | Charlie Parker                | 5:24  |
| 5. | Yardbird Suite         | Charlie Parker                | 4:38  |
| 6. | Blues for Alice        | Charlie Parker                | 5:48  |
| 7. | How Deep Is the Ocean? | Irving Berlin                 | 5:54  |
| 8. | Confirmation           | Charlie Parker                | 5:43  |

## Musiciens
- Archie Shepp : saxophone soprano, saxophone ténor
- Niels-Henning Ørsted Pedersen : contrebasse